# Giro d’Italia 2017
Giro d’Italia 2017 –  100. edycja wyścigu kolarskiego Giro d’Italia, która odbyła się w dniach 5–28 maja 2017 na liczącej 3614,1 kilometrów trasie składającej się z 21 etapów, biegnącej z Alghero do Mediolanu. Impreza kategorii 2.UWT była częścią UCI World Tour 2017.

## Uczestnicy
Na starcie wyścigu stanęły dwadzieścia dwie drużyny. Wśród nich znalazło się osiemnaście ekip UCI World Tour 2017 oraz cztery inne zaproszone przez organizatorów.
| Numery  | Kod | Drużyna               |
| ------- | --- | --------------------- |
| 1-9     | TBM | Bahrain-Merida        |
| 11-19   | ALM | Ag2r-La Mondiale      |
| 21-29   | AST | Astana Pro Team       |
| 31-39   | BRD | Bardiani CSF          |
| 41-49   | BMC | BMC Racing Team       |
| 51-59   | BOH | Bora-Hansgrohe        |
| 61-69   | CDT | Cannondale-Drapac     |
| 71-79   | CCC | CCC Sprandi Polkowice |
| 81-89   | FDJ | FDJ                   |
| 91-99   | GAZ | Gazprom-RusVelo       |
| 100-109 | LTS | Lotto Soudal          |

| Numery  | Kod | Drużyna                       |
| ------- | --- | ----------------------------- |
| 111-119 | MOV | Movistar Team                 |
| 121-129 | ORS | Orica-Scott                   |
| 131-139 | QST | Quick-Step Floors             |
| 141-149 | DDD | Dimension Data                |
| 151-159 | KAT | Team Katusha-Alpecin          |
| 161-169 | TLJ | Team LottoNL-Jumbo            |
| 171-179 | SKY | Team Sky                      |
| 181-189 | SUN | Team Sunweb                   |
| 191-199 | TFS | Trek-Segafredo                |
| 201-209 | UAD | UAE Team Emirates             |
| 211-219 | WIL | Wilier Triestina-Selle Italia |

## Etapy
| Etap | Data    | Start – Meta                        | km            | Typ           | Zwycięzca etapu    | Lider             |
| ---- | ------- | ----------------------------------- | ------------- | ------------- | ------------------ | ----------------- |
| 1.   | 5 maja  | Alghero – Olbia                     | 206           | Płaski        | Lukas Pöstlberger  | Lukas Pöstlberger |
| 2.   | 6 maja  | Olbia – Tortolì                     | 221           | Pagórkowaty   | André Greipel      | André Greipel     |
| 3.   | 7 maja  | Tortolì – Cagliari                  | 148           | Płaski        | Fernando Gaviria   | Fernando Gaviria  |
|      | 8 maja  | Dzień przerwy                       | Dzień przerwy | Dzień przerwy | Dzień przerwy      | Dzień przerwy     |
| 4.   | 9 maja  | Cefalù – Etna                       | 181           | Górski        | Jan Polanc         | Bob Jungels       |
| 5.   | 10 maja | Pedara – Mesyna                     | 159           | Płaski        | Fernando Gaviria   | Bob Jungels       |
| 6.   | 11 maja | Reggio di Calabria – Terme Luigiane | 217           | Pagórkowaty   | Silvan Dillier     | Bob Jungels       |
| 7.   | 12 maja | Castrovillari – Alberobello         | 224           | Płaski        | Caleb Ewan         | Bob Jungels       |
| 8.   | 13 maja | Molfetta – Peschici                 | 189           | Pagórkowaty   | Gorka Izagirre     | Bob Jungels       |
| 9.   | 14 maja | Montenero di Bisaccia – Blockhause  | 149           | Górski        | Nairo Quintana     | Nairo Quintana    |
|      | 15 maja | Dzień przerwy                       | Dzień przerwy | Dzień przerwy | Dzień przerwy      | Dzień przerwy     |
| 10.  | 16 maja | Foligno – Montefalco                | 39,8          | ITT           | Tom Dumoulin       | Tom Dumoulin      |
| 11.  | 17 maja | Florencja – Bagno di Romagna        | 161           | Pagórkowaty   | Omar Fraile        | Tom Dumoulin      |
| 12.  | 18 maja | Forlì – Reggio Emilia               | 234           | Płaski        | Fernando Gaviria   | Tom Dumoulin      |
| 13.  | 19 maja | Reggio Emilia – Tortona             | 167           | Płaski        | Fernando Gaviria   | Tom Dumoulin      |
| 14.  | 20 maja | Castellania – Orpa                  | 131           | Górski        | Tom Dumoulin       | Tom Dumoulin      |
| 15.  | 21 maja | Valdengo – Bergamo                  | 199           | Pagórkowaty   | Bob Jungels        | Tom Dumoulin      |
|      | 22 maja | Dzień przerwy                       | Dzień przerwy | Dzień przerwy | Dzień przerwy      | Dzień przerwy     |
| 16.  | 23 maja | Rovetta – Bormio                    | 222           | Górski        | Vincenzo Nibali    | Tom Dumoulin      |
| 17.  | 24 maja | Tirano – Canazei                    | 219           | Pagórkowaty   | Pierre Rolland     | Tom Dumoulin      |
| 18.  | 25 maja | Moena – Urtijëi                     | 137           | Górski        | Tejay van Garderen | Tom Dumoulin      |
| 19.  | 26 maja | Innichen – Piancavallo              | 191           | Górski        | Mikel Landa        | Nairo Quintana    |
| 20.  | 27 maja | Pordenone – Asiago                  | 190           | Górski        | Thibaut Pinot      | Nairo Quintana    |
| 21.  | 28 maja | Monza – Mediolan                    | 29,3          | ITT           | Jos van Emden      | Tom Dumoulin      |

### Etap 1 – 05.05: Alghero – Olbia – 206 km
| #    | Zawodnik           | Zespół | Czas       |
| ---- | ------------------ | ------ | ---------- |
| 1.   | Lukas Pöstlberger  | BOH    | 5h 13' 35" |
| 2.   | Caleb Ewan         | ORS    | + 0"       |
| 3.   | André Greipel      | LTS    | + 0"       |
|      |                    |        |            |
| 79.  | Michał Gołaś       | SKY    | + 13"      |
| 82.  | Tomasz Marczyński  | LTS    | + 13"      |
| 98.  | Łukasz Owsian      | CCC    | + 18"      |
| 111. | Maciej Paterski    | CCC    | + 18"      |
| 187. | Marcin Białobłocki | CCC    | + 2' 49"   |

| #    | Zawodnik           | Zespół | Czas       |
| ---- | ------------------ | ------ | ---------- |
| 1.   | Lukas Pöstlberger  | BOH    | 5h 13' 25" |
| 2.   | Caleb Ewan         | ORS    | + 4"       |
| 3.   | André Greipel      | LTS    | + 6"       |
|      |                    |        |            |
| 79.  | Michał Gołaś       | SKY    | + 23"      |
| 82.  | Tomasz Marczyński  | LTS    | + 23"      |
| 100. | Łukasz Owsian      | CCC    | + 28"      |
| 111. | Maciej Paterski    | CCC    | + 28"      |
| 187. | Marcin Białobłocki | CCC    | + 2' 59"   |

### Etap 2 – 06.05: Olbia – Tortolì – 221 km
| #    | Zawodnik           | Zespół | Czas       |
| ---- | ------------------ | ------ | ---------- |
| 1.   | André Greipel      | LTS    | 6h 05' 18" |
| 2.   | Roberto Ferrari    | UAD    | + 0"       |
| 3.   | Jasper Stuyven     | TFS    | + 0"       |
|      |                    |        |            |
| 42.  | Tomasz Marczyński  | LTS    | + 0"       |
| 67.  | Michał Gołaś       | SKY    | + 0"       |
| 92.  | Maciej Paterski    | CCC    | + 0"       |
| 186. | Łukasz Owsian      | CCC    | + 10' 53"  |
| 187. | Marcin Białobłocki | CCC    | + 10' 53"  |

| #    | Zawodnik           | Zespół | Czas        |
| ---- | ------------------ | ------ | ----------- |
| 1.   | André Greipel      | LTS    | 11h 18' 39" |
| 2.   | Lukas Pöstlberger  | BOH    | + 4"        |
| 3.   | Caleb Ewan         | ORS    | + 8"        |
|      |                    |        |             |
| 59.  | Tomasz Marczyński  | LTS    | + 27"       |
| 60.  | Michał Gołaś       | SKY    | + 27"       |
| 86.  | Maciej Paterski    | CCC    | + 32"       |
| 185. | Łukasz Owsian      | CCC    | + 11' 25"   |
| 192. | Marcin Białobłocki | CCC    | + 13' 56"   |

### Etap 3 – 07.05: Tortolì – Cagliari – 148 km
| #    | Zawodnik           | Zespół | Czas       |
| ---- | ------------------ | ------ | ---------- |
| 1.   | Fernando Gaviria   | QST    | 3h 26' 33" |
| 2.   | Rüdiger Selig      | BOH    | + 0"       |
| 3.   | Giacomo Nizzolo    | TFS    | + 0"       |
|      |                    |        |            |
| 56.  | Tomasz Marczyński  | LTS    | + 48"      |
| 69.  | Maciej Paterski    | CCC    | + 1' 17"   |
| 93.  | Michał Gołaś       | SKY    | + 1' 17"   |
| 121. | Łukasz Owsian      | CCC    | + 2' 26"   |
| 177. | Marcin Białobłocki | CCC    | + 5' 22"   |

| #    | Zawodnik           | Zespół | Czas        |
| ---- | ------------------ | ------ | ----------- |
| 1.   | Fernando Gaviria   | QST    | 14h 45' 16" |
| 2.   | André Greipel      | LTS    | + 9"        |
| 3.   | Lukas Pöstlberger  | BOH    | + 13"       |
|      |                    |        |             |
| 46.  | Tomasz Marczyński  | LTS    | + 1' 11"    |
| 69.  | Michał Gołaś       | SKY    | + 1' 40"    |
| 78.  | Maciej Paterski    | CCC    | + 1' 45"    |
| 183. | Łukasz Owsian      | CCC    | + 13' 47"   |
| 193. | Marcin Białobłocki | CCC    | + 19' 14"   |

### Etap 4 – 09.05: Cefalù – Etna – 181 km
| #    | Zawodnik           | Zespół | Czas       |
| ---- | ------------------ | ------ | ---------- |
| 1.   | Jan Polanc         | UAD    | 4h 55' 58" |
| 2.   | Ilnur Zakarin      | KAT    | + 19"      |
| 3.   | Geraint Thomas     | SKY    | + 29"      |
|      |                    |        |            |
| 42.  | Tomasz Marczyński  | LTS    | + 4' 51"   |
| 99.  | Maciej Paterski    | CCC    | + 17' 29"  |
| 100. | Łukasz Owsian      | CCC    | + 17' 29"  |
| 163. | Michał Gołaś       | SKY    | + 26' 43"  |
| 173. | Marcin Białobłocki | CCC    | + 26' 43"  |

| #    | Zawodnik           | Zespół | Czas        |
| ---- | ------------------ | ------ | ----------- |
| 1.   | Bob Jungels        | QST    | 19h 41' 56" |
| 2.   | Geraint Thomas     | SKY    | + 6"        |
| 3.   | Adam Yates         | ORS    | + 10"       |
|      |                    |        |             |
| 37.  | Tomasz Marczyński  | LTS    | + 5' 20"    |
| 90.  | Maciej Paterski    | CCC    | + 18' 32"   |
| 139. | Michał Gołaś       | SKY    | + 27' 41"   |
| 155. | Łukasz Owsian      | CCC    | + 30' 34"   |
| 189. | Marcin Białobłocki | CCC    | + 45' 15"   |

### Etap 5 – 10.05: Pedara – Mesyna – 159 km
| #    | Zawodnik           | Zespół | Czas       |
| ---- | ------------------ | ------ | ---------- |
| 1.   | Fernando Gaviria   | QST    | 3h 40' 11" |
| 2.   | Jakub Mareczko     | WIL    | + 0"       |
| 3.   | Sam Bennett        | BOH    | + 0"       |
|      |                    |        |            |
| 72.  | Tomasz Marczyński  | LTS    | + 0"       |
| 85.  | Łukasz Owsian      | CCC    | + 0"       |
| 88.  | Michał Gołaś       | SKY    | + 0"       |
| 180. | Maciej Paterski    | CCC    | + 6' 16"   |
| 183. | Marcin Białobłocki | CCC    | + 7' 01"   |

| #    | Zawodnik           | Zespół | Czas        |
| ---- | ------------------ | ------ | ----------- |
| 1.   | Bob Jungels        | QST    | 23h 22' 07" |
| 2.   | Geraint Thomas     | SKY    | + 6"        |
| 3.   | Adam Yates         | ORS    | + 10"       |
|      |                    |        |             |
| 37.  | Tomasz Marczyński  | LTS    | + 5' 20"    |
| 112. | Maciej Paterski    | CCC    | + 24' 45"   |
| 136. | Michał Gołaś       | SKY    | + 27' 41"   |
| 152. | Łukasz Owsian      | CCC    | + 30' 34"   |
| 189. | Marcin Białobłocki | CCC    | + 52' 16"   |

### Etap 6 – 11.05: Reggio di Calabria – Terme Luigiane – 217 km
| #    | Zawodnik           | Zespół | Czas       |
| ---- | ------------------ | ------ | ---------- |
| 1.   | Silvan Dillier     | BMC    | 4h 58' 01" |
| 2.   | Jasper Stuyven     | TFS    | + 0"       |
| 3.   | Lukas Pöstlberger  | BOH    | + 12"      |
|      |                    |        |            |
| 33.  | Tomasz Marczyński  | LTS    | + 50"      |
| 67.  | Maciej Paterski    | CCC    | + 1' 37"   |
| 135. | Michał Gołaś       | SKY    | + 10' 14"  |
| 138. | Łukasz Owsian      | CCC    | + 10' 14"  |
| 165. | Marcin Białobłocki | CCC    | + 13' 43"  |

| #    | Zawodnik           | Zespół | Czas         |
| ---- | ------------------ | ------ | ------------ |
| 1.   | Bob Jungels        | QST    | 28h 20' 47"  |
| 2.   | Geraint Thomas     | SKY    | + 6"         |
| 3.   | Adam Yates         | ORS    | + 10"        |
|      |                    |        |              |
| 36.  | Tomasz Marczyński  | LTS    | + 5' 31"     |
| 94.  | Maciej Paterski    | CCC    | + 25' 43"    |
| 143. | Michał Gołaś       | SKY    | + 37' 16"    |
| 150. | Łukasz Owsian      | CCC    | + 40' 09"    |
| 189. | Marcin Białobłocki | CCC    | + 1h 05' 20" |

### Etap 7 – 12.05: Castrovillari – Alberobello – 224 km
| #    | Zawodnik           | Zespół | Czas       |
| ---- | ------------------ | ------ | ---------- |
| 1.   | Caleb Ewan         | ORS    | 5h 35' 18" |
| 2.   | Fernando Gaviria   | QST    | + 0"       |
| 3.   | Sam Bennett        | BOH    | + 0"       |
|      |                    |        |            |
| 59.  | Tomasz Marczyński  | LTS    | + 11"      |
| 86.  | Łukasz Owsian      | CCC    | + 17"      |
| 88.  | Michał Gołaś       | SKY    | + 17"      |
| 121. | Maciej Paterski    | CCC    | + 32"      |
| 179. | Marcin Białobłocki | CCC    | + 3' 41"   |

| #    | Zawodnik           | Zespół | Czas         |
| ---- | ------------------ | ------ | ------------ |
| 1.   | Bob Jungels        | QST    | 33h 56' 07"  |
| 2.   | Geraint Thomas     | SKY    | + 6"         |
| 3.   | Adam Yates         | ORS    | + 10"        |
|      |                    |        |              |
| 33.  | Tomasz Marczyński  | LTS    | + 5' 40"     |
| 91.  | Maciej Paterski    | CCC    | + 26' 13"    |
| 141. | Michał Gołaś       | SKY    | + 37' 31"    |
| 150. | Łukasz Owsian      | CCC    | + 40' 24"    |
| 190. | Marcin Białobłocki | CCC    | + 1h 08' 59" |

### Etap 8 – 13.05: Molfetta – Peschici – 189 km
| #    | Zawodnik           | Zespół | Czas       |
| ---- | ------------------ | ------ | ---------- |
| 1.   | Gorka Izagirre     | MOV    | 4h 24' 59" |
| 2.   | Giovanni Visconti  | TBM    | + 5"       |
| 3.   | Luis León Sánchez  | AST    | + 10"      |
|      |                    |        |            |
| 57.  | Tomasz Marczyński  | LTS    | + 3' 11"   |
| 100. | Maciej Paterski    | CCC    | + 8' 32"   |
| 108. | Michał Gołaś       | SKY    | + 9' 37"   |
| 112. | Łukasz Owsian      | CCC    | + 9' 37"   |
| 171. | Marcin Białobłocki | CCC    | + 13' 02"  |

| #    | Zawodnik           | Zespół | Czas         |
| ---- | ------------------ | ------ | ------------ |
| 1.   | Bob Jungels        | QST    | 38h 21' 18"  |
| 2.   | Geraint Thomas     | SKY    | + 6"         |
| 3.   | Adam Yates         | ORS    | + 10"        |
|      |                    |        |              |
| 38.  | Tomasz Marczyński  | LTS    | + 8' 39"     |
| 96.  | Maciej Paterski    | CCC    | + 34' 33"    |
| 139. | Michał Gołaś       | SKY    | + 46' 56"    |
| 148. | Łukasz Owsian      | CCC    | + 49' 49"    |
| 190. | Marcin Białobłocki | CCC    | + 1h 21' 49" |

### Etap 9 – 14.05: Montenero di Bisaccia – Blockhause – 149 km
| #    | Zawodnik           | Zespół | Czas       |
| ---- | ------------------ | ------ | ---------- |
| 1.   | Nairo Quintana     | MOV    | 3h 44' 51" |
| 2.   | Thibaut Pinot      | FDJ    | + 24"      |
| 3.   | Tom Dumoulin       | SUN    | + 24"      |
|      |                    |        |            |
| 89.  | Tomasz Marczyński  | LTS    | + 20' 10"  |
| 98.  | Łukasz Owsian      | CCC    | + 21' 03"  |
| 126. | Michał Gołaś       | SKY    | + 26' 37"  |
| 166. | Marcin Białobłocki | CCC    | + 27' 19"  |
| 183. | Maciej Paterski    | CCC    | + 31' 23"  |

| #    | Zawodnik           | Zespół | Czas         |
| ---- | ------------------ | ------ | ------------ |
| 1.   | Nairo Quintana     | MOV    | 42h 06' 09"  |
| 2.   | Thibaut Pinot      | FDJ    | + 28"        |
| 3.   | Tom Dumoulin       | SUN    | + 30"        |
|      |                    |        |              |
| 47.  | Tomasz Marczyński  | LTS    | + 28' 49"    |
| 118. | Maciej Paterski    | CCC    | + 1h 05' 56" |
| 131. | Łukasz Owsian      | CCC    | + 1h 10' 52" |
| 141. | Michał Gołaś       | SKY    | + 1h 13' 33" |
| 188. | Marcin Białobłocki | CCC    | + 1h 49' 08" |

### Etap 10 – 16.05: Foligno – Montefalco – 39,8 km
| #    | Zawodnik           | Zespół | Czas     |
| ---- | ------------------ | ------ | -------- |
| 1.   | Tom Dumoulin       | SUN    | 50' 37"  |
| 2.   | Geraint Thomas     | SKY    | + 49"    |
| 3.   | Bob Jungels        | QST    | + 56"    |
|      |                    |        |          |
| 29.  | Marcin Białobłocki | CCC    | + 3' 14" |
| 58.  | Łukasz Owsian      | CCC    | + 5' 17" |
| 84.  | Tomasz Marczyński  | LTS    | + 6' 13" |
| 96.  | Maciej Paterski    | CCC    | + 6' 35" |
| 154. | Michał Gołaś       | SKY    | + 8' 16" |

| #    | Zawodnik           | Zespół | Czas         |
| ---- | ------------------ | ------ | ------------ |
| 1.   | Tom Dumoulin       | SUN    | 42h 57' 16"  |
| 2.   | Nairo Quintana     | MOV    | + 2' 23"     |
| 3.   | Bauke Mollema      | TFS    | + 2' 38"     |
|      |                    |        |              |
| 47.  | Tomasz Marczyński  | LTS    | + 34' 32"    |
| 116. | Maciej Paterski    | CCC    | + 1h 12' 01" |
| 128. | Łukasz Owsian      | CCC    | + 1h 15' 39" |
| 145. | Michał Gołaś       | SKY    | + 1h 21' 19" |
| 188. | Marcin Białobłocki | CCC    | + 1h 51' 52" |

### Etap 11 – 17.05: Florencja – Bagno di Romagna – 161 km
| #    | Zawodnik           | Zespół | Czas       |
| ---- | ------------------ | ------ | ---------- |
| 1.   | Omar Fraile        | DDD    | 4h 23' 14" |
| 2.   | Rui Costa          | UAD    | + 0"       |
| 3.   | Pierre Rolland     | CDT    | + 0"       |
|      |                    |        |            |
| 25.  | Tomasz Marczyński  | LTS    | + 1' 37"   |
| 78.  | Łukasz Owsian      | CCC    | + 10' 56"  |
| 107. | Maciej Paterski    | CCC    | + 19' 18"  |
| 168. | Marcin Białobłocki | CCC    | + 25' 58"  |
| 180. | Michał Gołaś       | SKY    | + 31' 03"  |

| #    | Zawodnik           | Zespół | Czas         |
| ---- | ------------------ | ------ | ------------ |
| 1.   | Tom Dumoulin       | SUN    | 47h 22' 07"  |
| 2.   | Nairo Quintana     | MOV    | + 2' 23"     |
| 3.   | Bauke Mollema      | TFS    | + 2' 38"     |
|      |                    |        |              |
| 41.  | Tomasz Marczyński  | LTS    | + 34' 32"    |
| 103. | Łukasz Owsian      | CCC    | + 1h 24' 58" |
| 116. | Maciej Paterski    | CCC    | + 1h 29' 42" |
| 157. | Michał Gołaś       | SKY    | + 1h 50' 45" |
| 184. | Marcin Białobłocki | CCC    | + 2h 16' 13" |

### Etap 12 – 18.05: Forlì – Reggio Emilia – 234 km
| #    | Zawodnik           | Zespół | Czas       |
| ---- | ------------------ | ------ | ---------- |
| 1.   | Fernando Gaviria   | QST    | 5h 18' 55" |
| 2.   | Jakub Mareczko     | WIL    | + 0"       |
| 3.   | Sam Bennett        | BOH    | + 0"       |
|      |                    |        |            |
| 14.  | Maciej Paterski    | CCC    | + 0"       |
| 70.  | Michał Gołaś       | SKY    | + 6"       |
| 81.  | Tomasz Marczyński  | LTS    | + 6"       |
| 85.  | Łukasz Owsian      | CCC    | + 20"      |
| 170. | Marcin Białobłocki | CCC    | + 3' 34"   |

| #    | Zawodnik           | Zespół | Czas         |
| ---- | ------------------ | ------ | ------------ |
| 1.   | Tom Dumoulin       | SUN    | 52h 41' 08"  |
| 2.   | Nairo Quintana     | MOV    | + 2' 23"     |
| 3.   | Bauke Mollema      | TFS    | + 2' 38"     |
|      |                    |        |              |
| 40.  | Tomasz Marczyński  | LTS    | + 34' 32"    |
| 103. | Łukasz Owsian      | CCC    | + 1h 25' 12" |
| 113. | Maciej Paterski    | CCC    | + 1h 29' 36" |
| 154. | Michał Gołaś       | SKY    | + 1h 50' 45" |
| 184. | Marcin Białobłocki | CCC    | + 2h 19' 41" |

### Etap 13 – 19.05: Reggio Emilia – Tortona – 167 km
| #    | Zawodnik           | Zespół | Czas       |
| ---- | ------------------ | ------ | ---------- |
| 1.   | Fernando Gaviria   | QST    | 3h 47' 45" |
| 2.   | Sam Bennett        | BOH    | + 0"       |
| 3.   | Jasper Stuyven     | TFS    | + 0"       |
|      |                    |        |            |
| 27.  | Michał Gołaś       | SKY    | + 0"       |
| 57.  | Maciej Paterski    | CCC    | + 0"       |
| 78.  | Łukasz Owsian      | CCC    | + 0"       |
| 79.  | Tomasz Marczyński  | LTS    | + 0"       |
| 184. | Marcin Białobłocki | CCC    | + 7' 29"   |

| #    | Zawodnik           | Zespół | Czas         |
| ---- | ------------------ | ------ | ------------ |
| 1.   | Tom Dumoulin       | SUN    | 56h 28' 53"  |
| 2.   | Nairo Quintana     | MOV    | + 2' 23"     |
| 3.   | Bauke Mollema      | TFS    | + 2' 38"     |
|      |                    |        |              |
| 39.  | Tomasz Marczyński  | LTS    | + 34' 32"    |
| 100. | Łukasz Owsian      | CCC    | + 1h 25' 12" |
| 111. | Maciej Paterski    | CCC    | + 1h 29' 36" |
| 153. | Michał Gołaś       | SKY    | + 1h 50' 45" |
| 183. | Marcin Białobłocki | CCC    | + 2h 27' 10" |

### Etap 14 – 20.05: Castellania – Orpa – 131 km
| #    | Zawodnik           | Zespół | Czas       |
| ---- | ------------------ | ------ | ---------- |
| 1.   | Tom Dumoulin       | SUN    | 3h 02' 34" |
| 2.   | Ilnur Zakarin      | KAT    | + 3"       |
| 3.   | Mikel Landa        | SKY    | + 9"       |
|      |                    |        |            |
| 45.  | Tomasz Marczyński  | LTS    | + 3' 35"   |
| 82.  | Łukasz Owsian      | CCC    | + 8' 23"   |
| 114. | Maciej Paterski    | CCC    | + 12' 33"  |
| 128. | Michał Gołaś       | SKY    | + 13' 00"  |
| 174. | Marcin Białobłocki | CCC    | + 15' 21"  |

| #    | Zawodnik           | Zespół | Czas         |
| ---- | ------------------ | ------ | ------------ |
| 1.   | Tom Dumoulin       | SUN    | 59h 31' 17"  |
| 2.   | Nairo Quintana     | MOV    | + 2' 47"     |
| 3.   | Thibaut Pinot      | FDJ    | + 3' 25"     |
|      |                    |        |              |
| 37.  | Tomasz Marczyński  | LTS    | + 38' 17"    |
| 100. | Łukasz Owsian      | CCC    | + 1h 33' 45" |
| 113. | Maciej Paterski    | CCC    | + 1h 42' 19" |
| 151. | Michał Gołaś       | SKY    | + 2h 03' 55" |
| 181. | Marcin Białobłocki | CCC    | + 2h 42' 41" |

### Etap 15 – 21.05: Valdengo – Bergamo – 199 km
| #    | Zawodnik           | Zespół | Czas       |
| ---- | ------------------ | ------ | ---------- |
| 1.   | Bob Jungels        | QST    | 4h 16' 51" |
| 2.   | Nairo Quintana     | MOV    | + 0"       |
| 3.   | Thibaut Pinot      | FDJ    | + 0"       |
|      |                    |        |            |
| 84.  | Tomasz Marczyński  | LTS    | + 13' 04"  |
| 101. | Łukasz Owsian      | CCC    | + 16' 49"  |
| 124. | Michał Gołaś       | SKY    | + 19' 05"  |
| 147. | Maciej Paterski    | CCC    | + 19' 05"  |
| 153. | Marcin Białobłocki | CCC    | + 19' 05"  |

| #    | Zawodnik           | Zespół | Czas         |
| ---- | ------------------ | ------ | ------------ |
| 1.   | Tom Dumoulin       | SUN    | 63h 48' 08"  |
| 2.   | Nairo Quintana     | MOV    | + 2' 41"     |
| 3.   | Thibaut Pinot      | FDJ    | + 3' 21"     |
|      |                    |        |              |
| 42.  | Tomasz Marczyński  | LTS    | + 51' 21"    |
| 98.  | Łukasz Owsian      | CCC    | + 1h 50' 34" |
| 112. | Maciej Paterski    | CCC    | + 2h 01' 24" |
| 150. | Michał Gołaś       | SKY    | + 2h 23' 00" |
| 176. | Marcin Białobłocki | CCC    | + 3h 01' 46" |

### Etap 16 – 23.05: Rovetta – Bormio – 222 km
| #    | Zawodnik           | Zespół | Czas       |
| ---- | ------------------ | ------ | ---------- |
| 1.   | Vincenzo Nibali    | TBM    | 6h 24' 22" |
| 2.   | Mikel Landa        | SKY    | + 0"       |
| 3.   | Nairo Quintana     | MOV    | + 12"      |
|      |                    |        |            |
| 39.  | Tomasz Marczyński  | LTS    | + 22' 27"  |
| 67.  | Łukasz Owsian      | CCC    | + 33' 08"  |
| 120. | Maciej Paterski    | CCC    | + 47' 22"  |
| 126. | Michał Gołaś       | SKY    | + 47' 22"  |
| 155. | Marcin Białobłocki | CCC    | + 51' 21"  |

| #    | Zawodnik           | Zespół | Czas         |
| ---- | ------------------ | ------ | ------------ |
| 1.   | Tom Dumoulin       | SUN    | 70h 14' 48"  |
| 2.   | Nairo Quintana     | MOV    | + 31"        |
| 3.   | Vincenzo Nibali    | TBM    | + 1' 12"     |
|      |                    |        |              |
| 40.  | Tomasz Marczyński  | LTS    | + 1h 11' 40" |
| 89.  | Łukasz Owsian      | CCC    | + 2h 21' 24" |
| 111. | Maciej Paterski    | CCC    | + 2h 46' 28" |
| 144. | Michał Gołaś       | SKY    | + 3h 08' 04" |
| 167. | Marcin Białobłocki | CCC    | + 3h 50' 49" |

### Etap 17 – 24.05: Tirano – Canazei – 219 km
| #    | Zawodnik           | Zespół | Czas       |
| ---- | ------------------ | ------ | ---------- |
| 1.   | Pierre Rolland     | CDT    | 5h 42' 56" |
| 2.   | Rui Costa          | UAD    | + 24"      |
| 3.   | Gorka Izagirre     | MOV    | + 24"      |
|      |                    |        |            |
| 74.  | Łukasz Owsian      | CCC    | + 7' 54"   |
| 93.  | Michał Gołaś       | SKY    | + 7' 54"   |
| 96.  | Tomasz Marczyński  | LTS    | + 7' 54"   |
| 143. | Marcin Białobłocki | CCC    | + 13' 04"  |
| 166. | Maciej Paterski    | CCC    | + 30' 26"  |

| #    | Zawodnik           | Zespół | Czas         |
| ---- | ------------------ | ------ | ------------ |
| 1.   | Tom Dumoulin       | SUN    | 76h 05' 38"  |
| 2.   | Nairo Quintana     | MOV    | + 31"        |
| 3.   | Vincenzo Nibali    | TBM    | + 1' 12"     |
|      |                    |        |              |
| 40.  | Tomasz Marczyński  | LTS    | + 1h 11' 40" |
| 90.  | Łukasz Owsian      | CCC    | + 2h 21' 24" |
| 140. | Michał Gołaś       | SKY    | + 3h 08' 04" |
| 142. | Maciej Paterski    | CCC    | + 3h 09' 00" |
| 163. | Marcin Białobłocki | CCC    | + 3h 55' 59" |

### Etap 18 – 25.05: Moena – Urtijëi – 137 km
| #    | Zawodnik           | Zespół | Czas       |
| ---- | ------------------ | ------ | ---------- |
| 1.   | Tejay van Garderen | BMC    | 3h 54' 04" |
| 2.   | Mikel Landa        | SKY    | + 0"       |
| 3.   | Thibaut Pinot      | FDJ    | + 8"       |
|      |                    |        |            |
| 59.  | Łukasz Owsian      | CCC    | + 32' 57"  |
| 63.  | Maciej Paterski    | CCC    | + 32' 57"  |
| 135. | Michał Gołaś       | SKY    | + 35' 55"  |
| 138. | Tomasz Marczyński  | LTS    | + 35' 55"  |
| 144. | Marcin Białobłocki | CCC    | + 35' 55"  |

| #    | Zawodnik           | Zespół | Czas         |
| ---- | ------------------ | ------ | ------------ |
| 1.   | Tom Dumoulin       | SUN    | 80h 00' 48"  |
| 2.   | Nairo Quintana     | MOV    | + 31"        |
| 3.   | Vincenzo Nibali    | TBM    | + 1' 12"     |
|      |                    |        |              |
| 48.  | Tomasz Marczyński  | LTS    | + 1h 46' 29" |
| 90.  | Łukasz Owsian      | CCC    | + 2h 53' 15" |
| 137. | Maciej Paterski    | CCC    | + 3h 40' 51" |
| 141. | Michał Gołaś       | SKY    | + 3h 42' 53" |
| 162. | Marcin Białobłocki | CCC    | + 4h 30' 48" |

### Etap 19 – 26.05: Innichen – Piancavallo – 191 km
| #    | Zawodnik           | Zespół | Czas       |
| ---- | ------------------ | ------ | ---------- |
| 1.   | Mikel Landa        | SKY    | 4h 53' 00" |
| 2.   | Rui Costa          | UAD    | + 1' 49"   |
| 3.   | Pierre Rolland     | CDT    | + 1' 54"   |
|      |                    |        |            |
| 89.  | Tomasz Marczyński  | LTS    | + 28' 11"  |
| 95.  | Łukasz Owsian      | CCC    | + 28' 11"  |
| 126. | Michał Gołaś       | SKY    | + 28' 11"  |
| 128. | Maciej Paterski    | CCC    | + 28' 11"  |
| 147. | Marcin Białobłocki | CCC    | + 28' 11"  |

| #    | Zawodnik           | Zespół | Czas         |
| ---- | ------------------ | ------ | ------------ |
| 1.   | Nairo Quintana     | MOV    | 85h 02' 40"  |
| 2.   | Tom Dumoulin       | SUN    | + 38"        |
| 3.   | Vincenzo Nibali    | TBM    | + 43"        |
|      |                    |        |              |
| 54.  | Tomasz Marczyński  | LTS    | + 2h 05' 48" |
| 92.  | Łukasz Owsian      | CCC    | + 3h 12' 34" |
| 137. | Maciej Paterski    | CCC    | + 4h 00' 10" |
| 141. | Michał Gołaś       | SKY    | + 4h 02' 12" |
| 163. | Marcin Białobłocki | CCC    | + 4h 50' 07" |

### Etap 20 – 27.05: Pordenone – Asiago – 190 km
| #    | Zawodnik           | Zespół | Czas       |
| ---- | ------------------ | ------ | ---------- |
| 1.   | Thibaut Pinot      | FDJ    | 4h 57' 58" |
| 2.   | Ilnur Zakarin      | KAT    | + 0"       |
| 3.   | Vincenzo Nibali    | TBM    | + 0"       |
|      |                    |        |            |
| 45.  | Tomasz Marczyński  | LTS    | + 12' 32"  |
| 71.  | Łukasz Owsian      | CCC    | + 22' 16"  |
| 87.  | Maciej Paterski    | CCC    | + 35' 57"  |
| 124. | Michał Gołaś       | SKY    | + 35' 57"  |
| 126. | Marcin Białobłocki | CCC    | + 35' 57"  |

| #    | Zawodnik           | Zespół | Czas         |
| ---- | ------------------ | ------ | ------------ |
| 1.   | Nairo Quintana     | MOV    | 90h 00' 38"  |
| 2.   | Vincenzo Nibali    | TBM    | + 39"        |
| 3.   | Thibaut Pinot      | FDJ    | + 43"        |
|      |                    |        |              |
| 47.  | Tomasz Marczyński  | LTS    | + 2h 18' 20" |
| 89.  | Łukasz Owsian      | CCC    | + 3h 34' 50" |
| 138. | Maciej Paterski    | CCC    | + 4h 36' 07" |
| 142. | Michał Gołaś       | SKY    | + 4h 38' 09" |
| 161. | Marcin Białobłocki | CCC    | + 5h 26' 04" |

### Etap 21 – 28.05: Monza – Mediolan – 29,3 km
| #    | Zawodnik           | Zespół | Czas     |
| ---- | ------------------ | ------ | -------- |
| 1.   | Jos van Emden      | TLJ    | 33' 08"  |
| 2.   | Tom Dumoulin       | SUN    | + 15"    |
| 3.   | Manuel Quinziato   | BMC    | + 27"    |
|      |                    |        |          |
| 11.  | Marcin Białobłocki | CCC    | + 1' 04" |
| 39.  | Maciej Paterski    | CCC    | + 1' 57" |
| 62.  | Tomasz Marczyński  | LTS    | + 2' 57" |
| 88.  | Michał Gołaś       | SKY    | + 3' 33" |
| 106. | Łukasz Owsian      | CCC    | + 3' 50" |

| #    | Zawodnik           | Zespół | Czas         |
| ---- | ------------------ | ------ | ------------ |
| 1.   | Tom Dumoulin       | SUN    | 90h 34' 54"  |
| 2.   | Nairo Quintana     | MOV    | + 31"        |
| 3.   | Vincenzo Nibali    | TBM    | + 40"        |
|      |                    |        |              |
| 47.  | Tomasz Marczyński  | LTS    | + 2h 20' 09" |
| 88.  | Łukasz Owsian      | CCC    | + 3h 37' 32" |
| 137. | Maciej Paterski    | CCC    | + 4h 36' 56" |
| 141. | Michał Gołaś       | SKY    | + 4h 40' 34" |
| 159. | Marcin Białobłocki | CCC    | + 5h 26' 00" |

## Posiadacze koszulek po poszczególnych etapach
| Etap                 | Zwycięzca            | Generalna Maglia rosa | Górska Maglia azzurra | Punktowa Maglia ciclamino | Młodzieżowa Maglia bianca | Trofeo Fast Team  | Trofeo Super Team |
| -------------------- | -------------------- | --------------------- | --------------------- | ------------------------- | ------------------------- | ----------------- | ----------------- |
| 1.                   | Lukas Pöstlberger    | Lukas Pöstlberger     | Cesare Benedetti      | Lukas Pöstlberger         | Lukas Pöstlberger         | Bora-Hansgrohe    | Bora-Hansgrohe    |
| 2.                   | André Greipel        | André Greipel         | Daniel Teklehaimanot  | André Greipel             | Lukas Pöstlberger         | Orica-Scott       | Lotto Soudal      |
| 3.                   | Fernando Gaviria     | Fernando Gaviria      | Daniel Teklehaimanot  | André Greipel             | Fernando Gaviria          | Quick-Step Floors | Dimension Data    |
| 4.                   | Jan Polanc           | Bob Jungels           | Jan Polanc            | André Greipel             | Bob Jungels               | Cannondale-Drapac | UAE Team Emirates |
| 5.                   | Fernando Gaviria     | Bob Jungels           | Jan Polanc            | Fernando Gaviria          | Bob Jungels               | Cannondale-Drapac | Quick-Step Floors |
| 6.                   | Silvan Dillier       | Bob Jungels           | Jan Polanc            | Fernando Gaviria          | Bob Jungels               | Cannondale-Drapac | Quick-Step Floors |
| 7.                   | Caleb Ewan           | Bob Jungels           | Jan Polanc            | Fernando Gaviria          | Bob Jungels               | UAE Team Emirates | Quick-Step Floors |
| 8.                   | Gorka Izagirre       | Bob Jungels           | Jan Polanc            | Fernando Gaviria          | Bob Jungels               | UAE Team Emirates | Quick-Step Floors |
| 9.                   | Nairo Quintana       | Nairo Quintana        | Jan Polanc            | Fernando Gaviria          | Davide Formolo            | Movistar Team     | Quick-Step Floors |
| 10.                  | Tom Dumoulin         | Tom Dumoulin          | Jan Polanc            | Fernando Gaviria          | Bob Jungels               | Movistar Team     | Quick-Step Floors |
| 11.                  | Omar Fraile          | Tom Dumoulin          | Jan Polanc            | Fernando Gaviria          | Bob Jungels               | Movistar Team     | Quick-Step Floors |
| 12.                  | Fernando Gaviria     | Tom Dumoulin          | Omar Fraile           | Fernando Gaviria          | Bob Jungels               | Movistar Team     | Quick-Step Floors |
| 13.                  | Fernando Gaviria     | Tom Dumoulin          | Omar Fraile           | Fernando Gaviria          | Bob Jungels               | Movistar Team     | Quick-Step Floors |
| 14.                  | Tom Dumoulin         | Tom Dumoulin          | Tom Dumoulin          | Fernando Gaviria          | Bob Jungels               | Movistar Team     | Quick-Step Floors |
| 15.                  | Bob Jungels          | Tom Dumoulin          | Tom Dumoulin          | Fernando Gaviria          | Bob Jungels               | Movistar Team     | Quick-Step Floors |
| 16.                  | Vincenzo Nibali      | Tom Dumoulin          | Mikel Landa           | Fernando Gaviria          | Bob Jungels               | Movistar Team     | Quick-Step Floors |
| 17.                  | Pierre Rolland       | Tom Dumoulin          | Mikel Landa           | Fernando Gaviria          | Bob Jungels               | Movistar Team     | Quick-Step Floors |
| 18.                  | Tejay van Garderen   | Tom Dumoulin          | Mikel Landa           | Fernando Gaviria          | Adam Yates                | Movistar Team     | Quick-Step Floors |
| 19.                  | Mikel Landa          | Nairo Quintana        | Mikel Landa           | Fernando Gaviria          | Adam Yates                | Movistar Team     | Quick-Step Floors |
| 20.                  | Thibaut Pinot        | Nairo Quintana        | Mikel Landa           | Fernando Gaviria          | Adam Yates                | Movistar Team     | Quick-Step Floors |
| 21.                  | Jos van Emden        | Tom Dumoulin          | Mikel Landa           | Fernando Gaviria          | Bob Jungels               | Movistar Team     | Quick-Step Floors |
| Klasyfikacja końcowa | Klasyfikacja końcowa | Tom Dumoulin          | Mikel Landa           | Fernando Gaviria          | Bob Jungels               | Movistar Team     | Quick-Step Floors |

## Klasyfikacje końcowe

### Klasyfikacja generalna
| M-ce | Zawodnik           | Zespół                | Czas         |
| ---- | ------------------ | --------------------- | ------------ |
| 1.   | Tom Dumoulin       | Team Sunweb           | 90h 34' 54"  |
| 2.   | Nairo Quintana     | Movistar Team         | + 31"        |
| 3.   | Vincenzo Nibali    | Bahrain-Merida        | + 40"        |
| 4.   | Thibaut Pinot      | FDJ                   | + 1' 17"     |
| 5.   | Ilnur Zakarin      | Team Katusha-Alpecin  | + 1' 56"     |
| 6.   | Domenico Pozzovivo | Ag2r-La Mondiale      | + 3' 11"     |
| 7.   | Bauke Mollema      | Trek-Segafredo        | + 3' 41"     |
| 8.   | Bob Jungels        | Quick-Step Floors     | + 7' 04"     |
| 9.   | Adam Yates         | Orica-Scott           | + 8' 10"     |
| 10.  | Davide Formolo     | Cannondale-Drapac     | + 15' 17"    |
|      |                    |                       |              |
| 47.  | Tomasz Marczyński  | Lotto Soudal          | + 2h 20' 09" |
| 88.  | Łukasz Owsian      | CCC Sprandi Polkowice | + 3h 37' 32" |
| 137. | Maciej Paterski    | CCC Sprandi Polkowice | + 4h 36' 56" |
| 141. | Michał Gołaś       | Team Sky              | + 4h 40' 34" |
| 159. | Marcin Białobłocki | CCC Sprandi Polkowice | + 5h 26' 00" |

| M-ce | Zawodnik             | Zespół                        | Punkty |
| ---- | -------------------- | ----------------------------- | ------ |
| 1.   | Fernando Gaviria     | Quick-Step Floors             | 325    |
| 2.   | Jasper Stuyven       | Trek-Segafredo                | 192    |
| 3.   | Sam Bennett          | Bora-Hansgrohe                | 117    |
| 4.   | Daniel Teklehaimanot | Dimension Data                | 100    |
| 5.   | Lukas Pöstlberger    | Bora-Hansgrohe                | 98     |
| 6.   | Tom Dumoulin         | Team Sunweb                   | 80     |
| 7.   | Pawieł Brutt         | Gazprom-RusVelo               | 76     |
| 8.   | Kristian Sbaragli    | Dimension Data                | 76     |
| 9.   | Eugert Zhupa         | Wilier Triestina-Selle Italia | 70     |
| 10.  | Roberto Ferrari      | UAE Team Emirates             | 70     |
|      |                      |                               |        |
| 22.  | Maciej Paterski      | CCC Sprandi Polkowice         | 42     |
| 54.  | Marcin Białobłocki   | CCC Sprandi Polkowice         | 12     |
| 60.  | Łukasz Owsian        | CCC Sprandi Polkowice         | 10     |
| 113. | Tomasz Marczyński    | Lotto Soudal                  | -4     |

| M-ce | Zawodnik           | Zespół                | Punkty |
| ---- | ------------------ | --------------------- | ------ |
| 1.   | Mikel Landa        | Team Sky              | 224    |
| 2.   | Luis León Sánchez  | Astana Pro Team       | 118    |
| 3.   | Omar Fraile        | Dimension Data        | 104    |
| 4.   | Nairo Quintana     | Movistar Team         | 70     |
| 5.   | Pierre Rolland     | Cannondale-Drapac     | 70     |
| 6.   | Ilnur Zakarin      | Team Katusha-Alpecin  | 66     |
| 7.   | Igor Antón         | Dimension Data        | 56     |
| 8.   | Tom Dumoulin       | Team Sunweb           | 55     |
| 9.   | Domenico Pozzovivo | Ag2r-La Mondiale      | 54     |
| 10.  | Thibaut Pinot      | FDJ                   | 53     |
|      |                    |                       |        |
| 44.  | Maciej Paterski    | CCC Sprandi Polkowice | 6      |
| 75.  | Marcin Białobłocki | CCC Sprandi Polkowice | 1      |

| M-ce | Zawodnik             | Zespół            | Czas         |
| ---- | -------------------- | ----------------- | ------------ |
| 1.   | Bob Jungels          | Quick-Step Floors | 90h 41' 58"  |
| 2.   | Adam Yates           | Orica-Scott       | + 1' 06"     |
| 3.   | Davide Formolo       | Cannondale-Drapac | + 8' 13"     |
| 4.   | Jan Polanc           | UAE Team Emirates | + 11' 02"    |
| 5.   | Laurens De Plus      | Quick-Step Floors | + 1h 12' 56" |
| 6.   | Simone Petilli       | UAE Team Emirates | + 1h 22' 30" |
| 7.   | Sebastián Henao      | Team Sky          | + 1h 37' 00" |
| 8.   | François Bidard      | Ag2r-La Mondiale  | + 2h 01' 59" |
| 9.   | Aleksander Foliforow | Gazprom-RusVelo   | + 2h 02' 26" |
| 10.  | Gregor Mühlberger    | Bora-Hansgrohe    | + 2h 05' 30" |

| M-ce | Zespół                | Czas         |  |
| ---- | --------------------- | ------------ |  |
| 1.   | Movistar Team         | 272h 21' 54" |  |
| 2.   | Ag2r-La Mondiale      | + 59' 46"    |  |
| 3.   | FDJ                   | + 1h 19' 56" |  |
| 4.   | Bahrain-Merida        | +1h 24' 52"  |  |
| 5.   | Cannondale-Drapac     | + 1h 27' 19" |  |
| 6.   | UAE Team Emirates     | + 1h 59' 31" |  |
| 7.   | Team Sky              | + 1h 59' 41" |  |
| 8.   | Astana Pro Team       | + 2h 09' 05" |  |
| 9.   | Trek-Segafredo        | + 2h 23' 12" |  |
| 10.  | Team Sunweb           | + 2h 41' 45" |  |
|      |                       |              |  |
| 17.  | CCC Sprandi Polkowice | + 4h 09' 42" |  |

|      | \| M-ce \| Zespół \| Punkty \| \| \| ---- \| --------------------- \| ------ \| \| \| 1. \| Quick-Step Floors \| 516 \| \| \| 2. \| UAE Team Emirates \| 355 \| \| \| 3. \| Team Sky \| 323 \| \| \| 4. \| Bora-Hansgrohe \| 308 \| \| \| 5. \| Movistar Team \| 297 \| \| \| 6. \| Dimension Data \| 289 \| \| \| 7. \| Team Sunweb \| 286 \| \| \| 8. \| Trek-Segafredo \| 277 \| \| \| 9. \| FDJ \| 240 \| \| \| 10. \| Bahrain-Merida \| 239 \| \| \| \| \| \| \| \| 21. \| CCC Sprandi Polkowice \| 92 \| \| |        |  |
| M-ce | Zespół | Punkty |  |
| 1.   | Quick-Step Floors | 516    |  |
| 2.   | UAE Team Emirates | 355    |  |
| 3.   | Team Sky | 323    |  |
| 4.   | Bora-Hansgrohe | 308    |  |
| 5.   | Movistar Team | 297    |  |
| 6.   | Dimension Data | 289    |  |
| 7.   | Team Sunweb | 286    |  |
| 8.   | Trek-Segafredo | 277    |  |
| 9.   | FDJ | 240    |  |
| 10.  | Bahrain-Merida | 239    |  |
|      | |        |  |
| 21.  | CCC Sprandi Polkowice | 92     |  |